# Comté de Wayne (Tennessee)
Pour les articles homonymes, voir Comté de Wayne.
Le comté de Wayne est un comté de l'État du Tennessee, aux États-Unis.